# New York Red Bulls 2023
 Questa voce raccoglie le informazioni riguardanti il New York Red Bulls nelle competizioni ufficiali della stagione 2023.

## Stagione
Quella del 2023 è la 28ª stagione consecutiva nel torneo di massima serie statunitense.

## Organico

### Rosa 2023
| N. |                        | Ruolo | Calciatore            |
| -- | ---------------------- | ----- | --------------------- |
| 1  | Brasile (bandiera)     | P     | Carlos Miguel Coronel |
| 4  | Colombia (bandiera)    | D     | Andrés Reyes          |
| 5  | Stati Uniti (bandiera) | C     | Peter Stroud          |
| 6  | Stati Uniti (bandiera) | D     | Kyle Duncan           |
| 7  | Giamaica (bandiera)    | A     | Cory Burke            |
| 8  | Stati Uniti (bandiera) | C     | Frankie Amaya         |
| 10 | Scozia (bandiera)      | C     | Lewis Morgan          |
| 11 | Brasile (bandiera)     | A     | Elias Manoel          |
| 12 | Stati Uniti (bandiera) | D     | Dylan Nealis          |
| 13 | Belgio (bandiera)      | A     | Dante Vanzeir         |
| 15 | Stati Uniti (bandiera) | D     | Sean Nealis           |
| 16 | Inghilterra (bandiera) | C     | Dru Yearwood          |
| 17 | Stati Uniti (bandiera) | A     | Cameron Harper        |
| 18 | Stati Uniti (bandiera) | P     | Ryan Meara            |
| 19 | Venezuela (bandiera)   | C     | Wikelman Carmona      |

| N. |                        | Ruolo | Calciatore        |
| -- | ---------------------- | ----- | ----------------- |
| 21 | Stati Uniti (bandiera) | D     | Omir Fernandez    |
| 22 | Stati Uniti (bandiera) | A     | Serge Ngoma       |
| 23 | Venezuela (bandiera)   | C     | Cristian Cásseres |
| 40 | Stati Uniti (bandiera) | P     | AJ Marcucci       |
| 41 | Stati Uniti (bandiera) | A     | Julian Hall       |
| 42 | Panama (bandiera)      | D     | Omar Valencia     |
| 47 | Stati Uniti (bandiera) | D     | John Tolkin       |
| 48 | Ghana (bandiera)       | C     | Ronald Donkor     |
| 65 | Uganda (bandiera)      | D     | Steven Sserwadda  |
| 74 | Stati Uniti (bandiera) | A     | Tom Barlow        |
| 75 | Stati Uniti (bandiera) | C     | Daniel Edelman    |
| 82 | Brasile (bandiera)     | C     | Luquinhas         |
| 91 | Portogallo (bandiera)  | C     | Bento Estrela     |
| 98 | Camerun (bandiera)     | D     | Hassan Ndam       |

## Calciomercato

### Sessione invernale
| Acquisti | Acquisti      | Acquisti             | Acquisti   |
| R.       | Nome          | da                   | Modalità   |
| -------- | ------------- | -------------------- | ---------- |
| D        | Kyle Duncan   | Ostenda              | prestito   |
| A        | Elias Manoel  | Grêmio               | prestito   |
| D        | Omar Valencia | Plaza Amador         | prestito   |
| A        | Cory Burke    | Philadelphia Union   | definitivo |
| A        | Dante Vanzeir | Union Saint-Gilloise | definitivo |

| Cessioni | Cessioni       | Cessioni           | Cessioni      |
| R.       | Nome           | a                  | Modalità      |
| -------- | -------------- | ------------------ | ------------- |
| D        | Aaron Long     |                    | svincolato    |
| D        | Caden Clark    | RB Lipsia          | fine prestito |
| A        | Tyler Pasher   |                    | svincolato    |
| A        | Patryk Klimala | Hapoel Be'er Sheva | definitivo    |

### A stagione in corso
| Acquisti | Acquisti        | Acquisti       | Acquisti   |
| R.       | Nome            | da             | Modalità   |
| -------- | --------------- | -------------- | ---------- |
| D        | Dija            | Bragantino     | prestito   |
| D        | Juan Mina       | Deportivo Cali | definitivo |
| C        | Jorge Cabezas   | Watford        | prestito   |
| A        | Rafael Mosquera | Plaza Amador   | prestito   |

| Cessioni | Cessioni          | Cessioni     | Cessioni      |
| R.       | Nome              | a            | Modalità      |
| -------- | ----------------- | ------------ | ------------- |
| D        | Omar Valencia     | Plaza Amador | fine prestito |
| A        | Cristian Cásseres | Tolosa       | definitivo    |

## Organigramma societario
Di seguito l'organigramma societario.
Area tecnica
- Allenatore: Gerhard Struber[2], poi Troy Lesesne[3]
- Allenatore in seconda: Bernd Eibler[2], poi Zach Prince[3]
- Collaboratore tecnico: Dominik Wohlert, Troy Lesesne[2]
- Preparatore dei portieri: Jyri Nieminien[4], poi Jeremy Proud[5]
- Preparatore atletico: Tom Carroll
- Direttore sportivo: Denis Hamlett

## Statistiche

### Statistiche di squadra
| Competizione             | Punti | In casa | In casa | In casa | In casa | In casa | In casa | In trasferta | In trasferta | In trasferta | In trasferta | In trasferta | In trasferta | Totale | Totale | Totale | Totale | Totale | Totale | DR |
| Competizione             | Punti | G       | V       | N       | P       | Gf      | Gs      | G            | V            | N            | P            | Gf           | Gs           | G      | V      | N      | P      | Gf     | Gs     | DR |
| ------------------------ | ----- | ------- | ------- | ------- | ------- | ------- | ------- | ------------ | ------------ | ------------ | ------------ | ------------ | ------------ | ------ | ------ | ------ | ------ | ------ | ------ | -- |
| Major League Soccer      | -     | -       | -       | -       | -       | -       | -       | -            | -            | -            | -            | -            | -            | -      | -      | -      | -      | -      | -      | -  |
| Leagues Cup              | -     | -       | -       | -       | -       | -       | -       | -            | -            | -            | -            | -            | -            | -      | -      | -      | -      | -      | -      | -  |
| Lamar Hunt U.S. Open Cup | -     | -       | -       | -       | -       | -       | -       | -            | -            | -            | -            | -            | -            | -      | -      | -      | -      | -      | -      | -  |
| Totale                   | -     | -       | -       | -       | -       | -       | -       | -            | -            | -            | -            | -            | -            | -      | -      | -      | -      | -      | -      | -  |